# WST Pro Series de 2021
O WST Pro Series de 2021 é um torneio profissional do ranking mundial de snooker da temporada de 2020–21. O evento acontece de 18 de janeiro a 21 de março de 2021 na Marshall Arena em Milton Keynes, na Inglaterra. O torneio conta com a participação de 128 jogadores, sendo disputado em três fases.
Gary Wilson fez o terceiro break máximo da carreira no segundo frame de seu jogo pelo grupo G contra Liam Highfield.
O vencedor do torneio foi o galês Mark Williams. Sendo seu primeiro título a contar para o ranking desde o World Open de 2018 e o 23º título de ranking de sua carreira. Com 46 anos, Williams tornou-se o jogador mais velho a vencer em eventos do ranking desde que seu compatriota Doug Mountjoy venceu o Classic com a mesma idade em 1989.

## Formato
- Fase 1: 128 jogadores divididos por 16 grupos. Cada grupo com 8 jogadores. Os dois melhores de cada grupo avançam para a segunda fase. Todos os jogos são disputados no melhor de 3 frames, vencendo o primerio que chegar a 2 frames.[1]
- Fase 2: 32 jogadores vencedores dos grupos da Fase 1 são divididos novamente em outros 4 grupos. Cada grupo com 8 jogadores. Os dois melhores de cada grupo avançam para a terceira e última fase. Todos os jogos são disputados no melhor de 3 frames.[1]
- Fase 3 (Finais): 8 vencedores dos grupos da Fase 2 são agrupados em grupo único. O líder do grupo final será declarado campeão do torneio. Os jogos dos dois grupos são disputados no melhor de 4 frames. Todos os jogos são disputados no melhor de 3 frames.[1]

## Premiação
A distribuição dos prêmios para esta edição foi a seguinte:
| Fase 1 - 1º lugar do grupo: £ 4 000 - 2º lugar do grupo: £ 3 000 - 3º lugar do grupo: £ 2 500 - 4º lugar do grupo: £ 2 000 - 5º lugar do grupo: £ 1 500 - 6º lugar do grupo: £ 1 000 - 7º lugar do grupo: £ 500 - 8º lugar do grupo: £ 0 | Fase 2 - 1º lugar do grupo: £ 10 000 - 2º lugar do grupo: £ 7 500 - 3º lugar do grupo: £ 5 000 - 4º lugar do grupo: £ 4 000 - 5º lugar do grupo: £ 3 000 - 6º lugar do grupo: £ 2 000 - 7º lugar do grupo: £ 1 500 - 8º lugar do grupo: £ 1 000 | Fase Final - Campeão: £ 20 000 - Vice-campeão: £ 10 000 - 3º lugar: £ 7 500 - 4º lugar: £ 5 000 - 5º lugar: £ 4 000 - 6º lugar: £ 3 000 - 7º lugar: £ 2 000 - 8º lugar: £ 1 000 |

- Total da premiação: £ 420 500

## Fase 1
A primeira fase foi composta por 16 grupos, cada um com oito jogadores, com os dois melhores de cada grupo avançando para a segunda fase.

### Grupo A
O Grupo A foi disputado em 23 de janeiro de 2021. Shaun Murphy e Louis Heathcote avançaram para a segunda fase.

#### Jogos
| - Shaun Murphy 2–0 Brian Ochoiski - Michael Holt 2–0 Fraser Patrick - Alan McManus 2–0 Ken Doherty - Louis Heathcote 2–1 Xu Si - Shaun Murphy 2–1 Fraser Patrick - Michael Holt 1–2 Ken Doherty - Alan McManus 2–0 Xu Si - Louis Heathcote 2–1 Brian Ochoiski - Shaun Murphy 2–1 Ken Doherty - Michael Holt 0–2 Xu Si | - Alan McManus 0–2 Louis Heathcote - Fraser Patrick 0–2 Brian Ochoiski - Shaun Murphy 2–1 Xu Si - Michael Holt 2–1 Louis Heathcote - Alan McManus 2–0 Brian Ochoiski - Ken Doherty 2–0 Fraser Patrick - Shaun Murphy 2–1 Louis Heathcote - Michael Holt 1–2 Alan McManus - Xu Si 2–1 Fraser Patrick | - Ken Doherty 1–2 Brian Ochoiski - Shaun Murphy 2–1 Alan McManus - Michael Holt 2–1 Brian Ochoiski - Louis Heathcote 2–1 Fraser Patrick - Xu Si 2–0 Ken Doherty - Shaun Murphy 2–0 Michael Holt - Alan McManus 2–1 Fraser Patrick - Louis Heathcote 2–0 Ken Doherty - Xu Si 2–0 Brian Ochoiski |

| Pos. | Jogador               | J | V | D | FV | FP | SF  | Pts |
| ---- | --------------------- | - | - | - | -- | -- | --- | --- |
| 1    | Shaun Murphy (ENG)    | 7 | 7 | 0 | 14 | 5  | +9  | 21  |
| 2    | Louis Heathcote (ENG) | 7 | 5 | 2 | 12 | 7  | +5  | 15  |
| 3    | Alan McManus (SCO)    | 7 | 5 | 2 | 11 | 6  | +5  | 15  |
| 4    | Xu Si (CHN)           | 7 | 4 | 3 | 10 | 7  | +3  | 12  |
| 5    | Michael Holt (ENG)    | 7 | 3 | 4 | 8  | 10 | −2  | 9   |
| 6    | Brian Ochoiski (FRA)  | 7 | 2 | 5 | 6  | 11 | −5  | 6   |
| 7    | Ken Doherty (IRL)     | 7 | 2 | 5 | 6  | 11 | −5  | 6   |
| 8    | Fraser Patrick (SCO)  | 7 | 0 | 7 | 4  | 14 | −10 | 0   |

### Grupo B
O Grupo B foi disputado em 19 de janeiro de 2021. Kyren Wilson e Sunny Akani avançaram para a segunda fase.

#### Jogos
| - Kyren Wilson 2–1 Fan Zhengyi - Li Hang 2–1 Dean Young - Yuan Sijun 2–1 Kacper Filipiak - Sunny Akani 2–1 Pang Junxu - Kyren Wilson 2–0 Dean Young - Li Hang 1–2 Kacper Filipiak - Yuan Sijun 1–2 Pang Junxu - Sunny Akani 2–0 Fan Zhengyi - Kyren Wilson 2–0 Kacper Filipiak - Li Hang 1–2 Pang Junxu | - Yuan Sijun 0–2 Sunny Akani - Dean Young 0–2 Fan Zhengyi - Kyren Wilson 2–0 Pang Junxu - Li Hang 0–2 Sunny Akani - Yuan Sijun 2–0 Fan Zhengyi - Kacper Filipiak 2–1 Dean Young - Kyren Wilson 2–0 Sunny Akani - Li Hang 2–0 Yuan Sijun - Pang Junxu 2–0 Dean Young | - Kacper Filipiak 1–2 Fan Zhengyi - Kyren Wilson 1–2 Yuan Sijun - Li Hang 2–1 Fan Zhengyi - Sunny Akani 2–0 Dean Young - Pang Junxu 2–0 Kacper Filipiak - Kyren Wilson 1–2 Li Hang - Yuan Sijun 2–0 Dean Young - Sunny Akani 0–2 Kacper Filipiak - Pang Junxu 2–0 Fan Zhengyi |

| Pos. | Jogador               | J | V | D | FV | FP | SF  | Pts |
| ---- | --------------------- | - | - | - | -- | -- | --- | --- |
| 1    | Kyren Wilson (ENG)    | 7 | 5 | 2 | 12 | 5  | +7  | 15  |
| 2    | Sunny Akani (THA)     | 7 | 5 | 2 | 10 | 5  | +5  | 15  |
| 3    | Pang Junxu (CHN)      | 7 | 5 | 2 | 11 | 6  | +5  | 15  |
| 4    | Li Hang (CHN)         | 7 | 4 | 3 | 10 | 9  | +1  | 12  |
| 5    | Yuan Sijun (CHN)      | 7 | 4 | 3 | 9  | 8  | +1  | 12  |
| 6    | Kacper Filipiak (POL) | 7 | 3 | 4 | 8  | 10 | −2  | 9   |
| 7    | Fan Zhengyi (CHN)     | 7 | 2 | 5 | 6  | 11 | −5  | 6   |
| 8    | Dean Young (SCO)      | 7 | 0 | 7 | 2  | 14 | −12 | 0   |

Aaron Hill estava inscrito para participar do Grupo B, mas ele se retirou e foi substituído por Dean Young.

### Grupo C
O Grupo C foi disputado em 21 de janeiro de 2021. Stuart Bingham e Sam Craigie avançaram para a segunda fase.

#### Jogos
| - Stuart Bingham 2–0 Jamie Curtis-Barrett - Scott Donaldson 2–1 Billy Joe Castle - Sam Craigie 2–0 Ashley Carty - Chris Wakelin 1–2 Jamie Clarke - Stuart Bingham 2–0 Billy Joe Castle - Scott Donaldson 0–2 Ashley Carty - Sam Craigie 2–0 Jamie Clarke - Chris Wakelin 2–1 Jamie Curtis-Barrett - Stuart Bingham 2–0 Ashley Carty - Scott Donaldson 1–2 Jamie Clarke | - Sam Craigie 2–1 Chris Wakelin - Billy Joe Castle 2–1 Jamie Curtis-Barrett - Stuart Bingham 2–0 Jamie Clarke - Scott Donaldson 0–2 Chris Wakelin - Sam Craigie 2–0 Jamie Curtis-Barrett - Ashley Carty 0–2 Billy Joe Castle - Stuart Bingham 2–0 Chris Wakelin - Scott Donaldson 2–0 Sam Craigie - Jamie Clarke 2–0 Billy Joe Castle | - Ashley Carty 2–1 Jamie Curtis-Barrett - Stuart Bingham 2–0 Sam Craigie - Scott Donaldson 2–0 Jamie Curtis-Barrett - Chris Wakelin 2–1 Billy Joe Castle - Jamie Clarke 1–2 Ashley Carty - Stuart Bingham 2–0 Scott Donaldson - Sam Craigie 2–0 Billy Joe Castle - Chris Wakelin 2–1 Ashley Carty - Jamie Clarke 2–0 Jamie Curtis-Barrett |

| Pos. | Jogador                    | J | V | D | FV | FP | SF  | Pts |
| ---- | -------------------------- | - | - | - | -- | -- | --- | --- |
| 1    | Stuart Bingham (ENG)       | 7 | 7 | 0 | 14 | 0  | +14 | 21  |
| 2    | Sam Craigie (ENG)          | 7 | 5 | 2 | 10 | 5  | +5  | 15  |
| 3    | Jamie Clarke (WAL)         | 7 | 4 | 3 | 9  | 8  | +1  | 12  |
| 4    | Chris Wakelin (ENG)        | 7 | 4 | 3 | 10 | 9  | +1  | 12  |
| 5    | Scott Donaldson (SCO)      | 7 | 3 | 4 | 7  | 9  | −2  | 9   |
| 6    | Ashley Carty (ENG)         | 7 | 3 | 4 | 7  | 10 | −3  | 9   |
| 7    | Billy Joe Castle (ENG)     | 7 | 2 | 5 | 6  | 11 | −5  | 6   |
| 8    | Jamie Curtis-Barrett (ENG) | 7 | 0 | 7 | 3  | 14 | −11 | 0   |

### Grupo D
O Grupo D foi disputado em 12 de março de 2021. Barry Hawkins e Ricky Walden avançaram para a segunda fase.

#### Jogos
| - Barry Hawkins 2–0 Paul Davison - Ricky Walden 2–1 Farakh Ajaib - Jimmy Robertson 2–0 Duane Jones - Alexander Ursenbacher 2–1 Gerard Greene - Barry Hawkins 2–0 Farakh Ajaib - Ricky Walden 2–1 Duane Jones - Jimmy Robertson 0–2 Gerard Greene - Alexander Ursenbacher 2–0 Paul Davison - Barry Hawkins 2–0 Duane Jones - Ricky Walden 2–0 Gerard Greene | - Jimmy Robertson 2–0 Alexander Ursenbacher - Farakh Ajaib 2–1 Paul Davison - Barry Hawkins 2–1 Gerard Greene - Ricky Walden 2–1 Alexander Ursenbacher - Jimmy Robertson 1–2 Paul Davison - Duane Jones 1–2 Farakh Ajaib - Barry Hawkins 2–1 Alexander Ursenbacher - Ricky Walden 2–1 Jimmy Robertson - Gerard Greene 2–1 Farakh Ajaib | - Duane Jones 2–0 Paul Davison - Barry Hawkins 0–2 Jimmy Robertson - Ricky Walden 2–0 Paul Davison - Alexander Ursenbacher 2–0 Farakh Ajaib - Gerard Greene 2–1 Duane Jones - Barry Hawkins 2–1 Ricky Walden - Jimmy Robertson 2–0 Farakh Ajaib - Alexander Ursenbacher 0–2 Duane Jones - Gerard Greene 1–2 Paul Davison |

| Pos. | Jogador                     | J | V | D | FV | FP | SF | Pts |
| ---- | --------------------------- | - | - | - | -- | -- | -- | --- |
| 1    | Barry Hawkins (ENG)         | 7 | 6 | 1 | 12 | 5  | +7 | 18  |
| 2    | Ricky Walden (ENG)          | 7 | 6 | 1 | 13 | 6  | +7 | 18  |
| 3    | Jimmy Robertson (ENG)       | 7 | 4 | 3 | 10 | 6  | +4 | 12  |
| 4    | Alexander Ursenbacher (SUI) | 7 | 3 | 4 | 8  | 9  | –1 | 9   |
| 5    | Gerard Greene (NIR)         | 7 | 3 | 4 | 9  | 10 | –1 | 9   |
| 6    | Duane Jones (WAL)           | 7 | 2 | 5 | 7  | 10 | −3 | 6   |
| 7    | Farakh Ajaib (PAK)          | 7 | 2 | 5 | 6  | 12 | −6 | 6   |
| 8    | Paul Davison (ENG)          | 7 | 2 | 5 | 5  | 12 | −7 | 6   |

### Grupo E
O Grupo E foi disputado em 14 de março de 2021. Mark Selby e Stuart Carrington avançaram para a segunda fase.

#### Jogos
| - Mark Selby 2–0 Daniel Womersley - Matthew Selt 1–2 Lukas Kleckers - Joe O'Connor 0–2 Soheil Vahedi - Stuart Carrington 2–0 Eden Sharav - Mark Selby 2–1 Lukas Kleckers - Matthew Selt 1–2 Soheil Vahedi - Joe O'Connor 0–2 Eden Sharav - Stuart Carrington 2–0 Daniel Womersley - Mark Selby 0–2 Soheil Vahedi - Matthew Selt 2–0 Eden Sharav | - Joe O'Connor 0–2 Stuart Carrington - Lukas Kleckers 2–0 Daniel Womersley - Mark Selby 2–0 Eden Sharav - Matthew Selt 2–1 Stuart Carrington - Joe O'Connor 2–0 Daniel Womersley - Soheil Vahedi 2–1 Lukas Kleckers - Mark Selby 2–0 Stuart Carrington - Matthew Selt 2–0 Joe O'Connor - Eden Sharav 2–0 Lukas Kleckers | - Soheil Vahedi 1–2 Daniel Womersley - Mark Selby 2–0 Joe O'Connor - Matthew Selt 2–0 Daniel Womersley - Stuart Carrington 2–1 Lukas Kleckers - Eden Sharav 1–2 Soheil Vahedi - Mark Selby 2–1 Matthew Selt - Joe O'Connor 2–0 Lukas Kleckers - Stuart Carrington 2–0 Soheil Vahedi - Eden Sharav 1–2 Daniel Womersley |

| Pos. | Jogador                 | J | V | D | FV | FP | SF | Pts |
| ---- | ----------------------- | - | - | - | -- | -- | -- | --- |
| 1    | Mark Selby (ENG)        | 7 | 6 | 1 | 12 | 4  | +8 | 18  |
| 2    | Stuart Carrington (ENG) | 7 | 5 | 2 | 11 | 5  | +6 | 15  |
| 3    | Soheil Vahedi (IRN)     | 7 | 5 | 2 | 11 | 7  | +4 | 15  |
| 4    | Matthew Selt (ENG)      | 7 | 4 | 3 | 11 | 7  | +4 | 12  |
| 5    | Eden Sharav (ISR)       | 7 | 2 | 5 | 6  | 10 | −4 | 6   |
| 6    | Lukas Kleckers (GER)    | 7 | 2 | 5 | 7  | 11 | −4 | 6   |
| 7    | Joe O'Connor (ENG)      | 7 | 2 | 5 | 4  | 10 | −6 | 6   |
| 8    | Daniel Womersley (ENG)  | 7 | 2 | 5 | 4  | 12 | −8 | 6   |

### Grupo F
O Grupo F foi disputado em 11 de março de 2021. Ben Woollaston e Fergal O'Brien avançaram para a segunda fase.

#### Jogos
| - Robbie McGuigan 0–2 Fergal O'Brien - Ben Woollaston 2–0 Riley Parsons - Noppon Saengkham 2–0 Jordan Brown - David Grace 0–2 Igor Figueiredo - Robbie McGuigan 0–2 Riley Parsons - Ben Woollaston 2–0 Jordan Brown - Noppon Saengkham 2–0 Igor Figueiredo - David Grace 2–1 Fergal O'Brien - Robbie McGuigan 0–2 Jordan Brown - Ben Woollaston 1–2 Igor Figueiredo | - Noppon Saengkham 2–1 David Grace - Riley Parsons 2–1 Fergal O'Brien - Robbie McGuigan 0–2 Igor Figueiredo - Ben Woollaston 2–0 David Grace - Noppon Saengkham 1–2 Fergal O'Brien - Jordan Brown 2–0 Riley Parsons - Robbie McGuigan 2–0 David Grace - Ben Woollaston 2–0 Noppon Saengkham - Igor Figueiredo 1–2 Riley Parsons | - Jordan Brown 1–2 Fergal O'Brien - Robbie McGuigan 1–2 Noppon Saengkham - Ben Woollaston 1–2 Fergal O'Brien - David Grace 2–1 Riley Parsons - Igor Figueiredo 2–1 Jordan Brown - Robbie McGuigan 1–2 Ben Woollaston - Noppon Saengkham 1–2 Riley Parsons - David Grace 0–2 Jordan Brown - Igor Figueiredo 0–2 Fergal O'Brien |

| Pos. | Jogador                | J | V | D | FV | FP | SF | Pts |
| ---- | ---------------------- | - | - | - | -- | -- | -- | --- |
| 1    | Ben Woollaston (ENG)   | 7 | 5 | 2 | 12 | 5  | +7 | 15  |
| 2    | Fergal O'Brien (IRL)   | 7 | 5 | 2 | 12 | 7  | +5 | 15  |
| 3    | Noppon Saengkham (THA) | 7 | 4 | 3 | 10 | 8  | +2 | 12  |
| 4    | Igor Figueiredo (BRA)  | 7 | 4 | 3 | 9  | 8  | +1 | 12  |
| 5    | Riley Parsons (ENG)    | 7 | 4 | 3 | 9  | 9  | 0  | 12  |
| 6    | Jordan Brown (NIR)     | 7 | 3 | 4 | 8  | 8  | 0  | 9   |
| 7    | David Grace (ENG)      | 7 | 2 | 5 | 5  | 12 | −7 | 6   |
| 8    | Robbie McGuigan (NIR)  | 7 | 1 | 6 | 4  | 12 | −8 | 3   |

Mark Allen estava inscrito para participar do Grupo F, mas ele se retirou e foi substituído por Robbie McGuigan.

### Grupo G
O Grupo G foi disputado em 20 de janeiro de 2021. Lu Ning e Martin O'Donnell avançaram para a segunda fase.

#### Jogos
| - Gary Wilson 0–2 John Astley - Lu Ning 2–1 Rory McLeod - Martin O'Donnell 2–1 Zhao Jianbo - Liam Highfield 0–2 Jamie O'Neill - Gary Wilson 1–2 Rory McLeod - Lu Ning 0–2 Zhao Jianbo - Martin O'Donnell 2–0 Jamie O'Neill - Liam Highfield 2–0 John Astley - Gary Wilson 2–1 Zhao Jianbo - Lu Ning 2–1 Jamie O'Neill | - Martin O'Donnell 2–0 Liam Highfield - Rory McLeod 1–2 John Astley - Gary Wilson 2–1 Jamie O'Neill - Lu Ning 2–0 Liam Highfield - Martin O'Donnell 2–0 John Astley - Zhao Jianbo 2–1 Rory McLeod - Gary Wilson 1–2 Liam Highfield - Lu Ning 2–0 Martin O'Donnell - Jamie O'Neill 2–1 Rory McLeod | - Zhao Jianbo 0–2 John Astley - Gary Wilson 2–1 Martin O'Donnell - Lu Ning 2–0 John Astley - Liam Highfield 2–0 Rory McLeod - Jamie O'Neill 2–0 Zhao Jianbo - Gary Wilson 2–1 Lu Ning - Martin O'Donnell 2–0 Rory McLeod - Liam Highfield 2–1 Zhao Jianbo - Jamie O'Neill 2–0 John Astley |

| Pos. | Jogador                | J | V | D | FV | FP | SF | Pts |
| ---- | ---------------------- | - | - | - | -- | -- | -- | --- |
| 1    | Martin O'Donnell (ENG) | 7 | 5 | 2 | 11 | 5  | +6 | 15  |
| 2    | Lu Ning (CHN)          | 7 | 5 | 2 | 11 | 6  | +5 | 15  |
| 3    | Jamie O'Neill (ENG)    | 7 | 4 | 3 | 10 | 7  | +3 | 12  |
| 4    | Liam Highfield (ENG)   | 7 | 4 | 3 | 8  | 8  | 0  | 12  |
| 5    | Gary Wilson (ENG)      | 7 | 4 | 3 | 10 | 10 | 0  | 12  |
| 6    | John Astley (ENG)      | 7 | 3 | 4 | 6  | 9  | −3 | 9   |
| 7    | Zhao Jianbo (CHN)      | 7 | 2 | 5 | 7  | 11 | −4 | 6   |
| 8    | Rory McLeod (JAM)      | 7 | 1 | 6 | 6  | 13 | −7 | 3   |

Stephen Hendry estava inscrito para participar do Grupo G, mas ele se retirou e foi substituído por John Astley.

### Grupo H
O Grupo H foi disputado em 10 de março de 2021. Ali Carter e Mark Davis avançaram para a segunda fase.

#### Jogos
| - Hamim Hussain 0–2 Kuldesh Johal - Ali Carter 2–0 Dylan Emery - Mark Davis 2–0 Simon Lichtenberg - Tian Pengfei 1–2 Chang Bingyu - Hamim Hussain 1–2 Dylan Emery - Ali Carter 2–0 Simon Lichtenberg - Mark Davis 2–0 Chang Bingyu - Tian Pengfei 2–1 Kuldesh Johal - Hamim Hussain 0–2 Simon Lichtenberg - Ali Carter 2–0 Chang Bingyu | - Mark Davis 0–2 Tian Pengfei - Dylan Emery 2–1 Kuldesh Johal - Hamim Hussain 1–2 Chang Bingyu - Ali Carter 2–0 Tian Pengfei - Mark Davis 0–2 Kuldesh Johal - Simon Lichtenberg 2–1 Dylan Emery - Hamim Hussain 0–2 Tian Pengfei - Ali Carter 0–2 Mark Davis - Chang Bingyu 2–1 Dylan Emery | - Simon Lichtenberg 2–0 Kuldesh Johal - Hamim Hussain 0–2 Mark Davis - Ali Carter 2–0 Kuldesh Johal - Tian Pengfei 1–2 Dylan Emery - Chang Bingyu 1–2 Simon Lichtenberg - Hamim Hussain 1–2 Ali Carter - Mark Davis 2–0 Dylan Emery - Tian Pengfei 0–2 Simon Lichtenberg - Chang Bingyu 2–0 Kuldesh Johal |

| Pos. | Jogador                 | J | V | D | FV | FP | SF  | Pts |
| ---- | ----------------------- | - | - | - | -- | -- | --- | --- |
| 1    | Ali Carter (ENG)        | 7 | 6 | 1 | 12 | 3  | +9  | 18  |
| 2    | Mark Davis (ENG)        | 7 | 5 | 2 | 10 | 4  | +6  | 15  |
| 3    | Simon Lichtenberg (GER) | 7 | 5 | 2 | 10 | 6  | +4  | 15  |
| 4    | Chang Bingyu (CHN)      | 7 | 4 | 3 | 9  | 9  | 0   | 12  |
| 5    | Tian Pengfei (CHN)      | 7 | 3 | 4 | 8  | 9  | –1  | 9   |
| 6    | Dylan Emery (WAL)       | 7 | 3 | 4 | 8  | 11 | –3  | 9   |
| 7    | Kuldesh Johal (ENG)     | 7 | 2 | 5 | 6  | 10 | –4  | 6   |
| 8    | Hamim Hussain (ENG)     | 7 | 0 | 7 | 3  | 14 | –11 | 0   |

Yan Bingtao e Amine Amiri estavam inscritos para participarem do Grupo H, mas eles se retiraram e foram substituídos por Hamim Hussain e Dylan Emery, respectivamente.

### Grupo I
O Grupo I foi disputado em 15 de março de 2021. Ben Hancorn e Lyu Haotian avançaram para a segunda fase.

#### Jogos
| - Ronnie O'Sullivan 2–0 Jamie Wilson - Tom Ford 2–1 Ben Hancorn - Lyu Haotian 2–1 David Lilley - Mark Joyce 2–0 Chen Zifan - Ronnie O'Sullivan 1–2 Ben Hancorn - Tom Ford 1–2 David Lilley - Lyu Haotian 2–0 Chen Zifan - Mark Joyce 0–2 Jamie Wilson - Ronnie O'Sullivan 0–2 David Lilley - Tom Ford 1–2 Chen Zifan | - Lyu Haotian 2–0 Mark Joyce - Ben Hancorn 2–1 Jamie Wilson - Ronnie O'Sullivan 1–2 Chen Zifan - Tom Ford 0–2 Mark Joyce - Lyu Haotian 2–0 Jamie Wilson - David Lilley 0–2 Ben Hancorn - Ronnie O'Sullivan 2–1 Mark Joyce - Tom Ford 1–2 Lyu Haotian - Chen Zifan 1–2 Ben Hancorn | - David Lilley 2–0 Jamie Wilson - Ronnie O'Sullivan 0–2 Lyu Haotian - Tom Ford 2–1 Jamie Wilson - Mark Joyce 0–2 Ben Hancorn - Chen Zifan 2–1 David Lilley - Ronnie O'Sullivan 0–2 Tom Ford - Lyu Haotian 0–2 Ben Hancorn - Mark Joyce 2–1 David Lilley - Chen Zifan 0–2 Jamie Wilson |

| Pos. | Jogador                 | J | V | D | FV | FP | SF | Pts |
| ---- | ----------------------- | - | - | - | -- | -- | -- | --- |
| 1    | Ben Hancorn (ENG)       | 7 | 6 | 1 | 13 | 5  | +8 | 18  |
| 2    | Lyu Haotian (CHN)       | 7 | 6 | 1 | 12 | 4  | +8 | 18  |
| 3    | David Lilley (ENG)      | 7 | 3 | 4 | 9  | 9  | 0  | 9   |
| 4    | Tom Ford (ENG)          | 7 | 3 | 4 | 9  | 10 | −1 | 9   |
| 5    | Mark Joyce (ENG)        | 7 | 3 | 4 | 7  | 8  | −2 | 9   |
| 6    | Chen Zifan (CHN)        | 7 | 3 | 4 | 7  | 11 | −4 | 9   |
| 7    | Jamie Wilson (ENG)      | 7 | 2 | 5 | 6  | 10 | −4 | 6   |
| 8    | Ronnie O'Sullivan (ENG) | 7 | 2 | 5 | 6  | 11 | −5 | 6   |

### Grupo J
O Grupo J foi disputado em 9 de março de 2021. Oliver Lines e James Cahill avançaram para a segunda fase.

#### Jogos
| - David Gilbert 2–1 Iulian Boiko - Martin Gould 1–2 Oliver Lines - Elliot Slessor 2–1 Peter Lines - Ian Burns 1–2 James Cahill - David Gilbert 1–2 Oliver Lines - Martin Gould 1–2 Peter Lines - Elliot Slessor 1–2 James Cahill - Ian Burns 0–2 Iulian Boiko - David Gilbert 2–0 Peter Lines - Martin Gould 0–2 James Cahill | - Elliot Slessor 2–1 Ian Burns - Oliver Lines 2–0 Iulian Boiko - David Gilbert 1–2 James Cahill - Martin Gould 0–2 Ian Burns - Elliot Slessor 2–1 Iulian Boiko - Peter Lines 0–2 Oliver Lines - David Gilbert 0–2 Ian Burns - Martin Gould 0–2 Elliot Slessor - James Cahill 0–2 Oliver Lines | - Peter Lines 2–0 Iulian Boiko - David Gilbert 2–0 Elliot Slessor - Martin Gould 2–0 Iulian Boiko - Ian Burns 2–0 Oliver Lines - James Cahill 2–1 Peter Lines - David Gilbert 2–1 Martin Gould - Elliot Slessor 0–2 Oliver Lines - Ian Burns 2–1 Peter Lines - James Cahill 2–1 Iulian Boiko |

| Pos. | Jogador              | J | V | D | FV | FP | SF | Pts |
| ---- | -------------------- | - | - | - | -- | -- | -- | --- |
| 1    | Oliver Lines (ENG)   | 7 | 6 | 1 | 12 | 4  | +8 | 18  |
| 2    | James Cahill (ENG)   | 7 | 6 | 1 | 12 | 7  | +5 | 18  |
| 3    | Ian Burns (ENG)      | 7 | 4 | 3 | 10 | 7  | +3 | 12  |
| 4    | David Gilbert (ENG)  | 7 | 4 | 3 | 10 | 8  | +2 | 12  |
| 5    | Elliot Slessor (ENG) | 7 | 4 | 3 | 9  | 9  | 0  | 12  |
| 6    | Peter Lines (ENG)    | 7 | 2 | 5 | 7  | 11 | −4 | 6   |
| 7    | Martin Gould (ENG)   | 7 | 1 | 6 | 5  | 12 | −7 | 3   |
| 8    | Iulian Boiko (UKR)   | 7 | 1 | 6 | 5  | 12 | −7 | 3   |

### Grupo K
O Grupo K foi disputado em 22 de janeiro de 2021. Zhao Xintong e Dominic Dale avançaram para a segunda fase.

#### Jogos
| - Anthony McGill 2–1 Lee Walker - Zhao Xintong 1–2 Peter Devlin - Mark King 0–2 Si Jiahui - Dominic Dale 2–1 Andy Hicks - Anthony McGill 0–2 Peter Devlin - Zhao Xintong 2–0 Si Jiahui - Mark King 0–2 Andy Hicks - Dominic Dale 2–0 Lee Walker - Anthony McGill 0–2 Si Jiahui - Zhao Xintong 1–2 Andy Hicks | - Mark King 2–1 Dominic Dale - Peter Devlin 1–2 Lee Walker - Anthony McGill 2–0 Andy Hicks - Zhao Xintong 2–0 Dominic Dale - Mark King 2–0 Lee Walker - Si Jiahui 2–0 Peter Devlin - Anthony McGill 2–1 Dominic Dale - Zhao Xintong 2–0 Mark King - Andy Hicks 2–0 Peter Devlin | - Si Jiahui 0–2 Lee Walker - Anthony McGill 1–2 Mark King - Zhao Xintong 2–1 Lee Walker - Dominic Dale 2–0 Peter Devlin - Andy Hicks 2–1 Si Jiahui - Anthony McGill 0–2 Zhao Xintong - Mark King 0–2 Peter Devlin - Dominic Dale 2–1 Si Jiahui - Andy Hicks 1–2 Lee Walker |

| Pos. | Jogador              | J | V | D | FV | FP | SF | Pts |
| ---- | -------------------- | - | - | - | -- | -- | -- | --- |
| 1    | Zhao Xintong (CHN)   | 7 | 5 | 2 | 12 | 5  | +7 | 15  |
| 2    | Dominic Dale (WAL)   | 7 | 4 | 3 | 10 | 8  | +2 | 12  |
| 3    | Andy Hicks (ENG)     | 7 | 4 | 3 | 10 | 8  | +2 | 12  |
| 4    | Si Jiahui (CHN)      | 7 | 3 | 4 | 8  | 8  | 0  | 9   |
| 5    | Lee Walker (WAL)     | 7 | 3 | 4 | 8  | 10 | −2 | 9   |
| 6    | Peter Devlin (ENG)   | 7 | 3 | 4 | 7  | 9  | −2 | 9   |
| 7    | Anthony McGill (SCO) | 7 | 3 | 4 | 7  | 10 | −3 | 9   |
| 8    | Mark King (ENG)      | 7 | 3 | 4 | 6  | 10 | −4 | 9   |

### Grupo L
O Grupo L foi disputado em 24 de janeiro de 2021. Luo Honghao e Zhou Yuelong avançaram para a segunda fase.

#### Jogos
| - Thepchaiya Un-Nooh 2–0 Leo Fernandez - Zhou Yuelong 2–0 Ashley Hugill - Anthony Hamilton 2–1 Lei Peifan - Luo Honghao 2–1 Mitchell Mann - Thepchaiya Un-Nooh 2–0 Ashley Hugill - Zhou Yuelong 2–0 Lei Peifan - Anthofny Hamilton 2–1 Mitchell Mann - Luo Honghao 2–1 Leo Fernandez - Thepchaiya Un-Nooh 0–2 Lei Peifan - Zhou Yuelong 0–2 Mitchell Mann | - Anthony Hamilton 0–2 Luo Honghao - Ashley Hugill 1–2 Leo Fernandez - Thepchaiya Un-Nooh 1–2 Mitchell Mann - Zhou Yuelong 0–2 Luo Honghao - Anthony Hamilton 0–2 Leo Fernandez - Lei Peifan 2–1 Ashley Hugill - Thepchaiya Un-Nooh 1–2 Luo Honghao - Zhou Yuelong 2–1 Anthony Hamilton - Mitchell Mann 0–2 Ashley Hugill | - Lei Peifan 2–1 Leo Fernandez - Thepchaiya Un-Nooh 0–2 Anthony Hamilton - Zhou Yuelong 2–0 Leo Fernandez - Luo Honghao 0–2 Ashley Hugill - Mitchell Mann 2–0 Lei Peifan - Thepchaiya Un-Nooh 0–2 Zhou Yuelong - Anthony Hamilton 0–2 Ashley Hugill - Luo Honghao 2–0 Lei Peifan - Mitchell Mann 1–2 Leo Fernandez |

| Pos. | Jogador                  | J | V | D | FV | FP | SF | Pts |
| ---- | ------------------------ | - | - | - | -- | -- | -- | --- |
| 1    | Luo Honghao (CHN)        | 7 | 6 | 1 | 12 | 5  | +7 | 18  |
| 2    | Zhou Yuelong (CHN)       | 7 | 5 | 2 | 10 | 5  | +5 | 15  |
| 3    | Ashley Hugill (ENG)      | 7 | 3 | 4 | 8  | 8  | 0  | 9   |
| 4    | Mitchell Mann (ENG)      | 7 | 3 | 4 | 9  | 9  | 0  | 9   |
| 5    | Leo Fernandez (IRL)      | 7 | 3 | 4 | 8  | 10 | −2 | 9   |
| 6    | Anthony Hamilton (ENG)   | 7 | 3 | 4 | 7  | 10 | −3 | 9   |
| 7    | Lei Peifan (CHN)         | 7 | 3 | 4 | 7  | 10 | −3 | 9   |
| 8    | Thepchaiya Un-Nooh (THA) | 7 | 2 | 5 | 6  | 10 | −4 | 6   |

### Grupo M
O Grupo M foi disputado em 18 de janeiro de 2021. Joe Perry e Xiao Guodong avançaram para a segunda fase.

#### Jogos
| - Joe Perry 2–0 Haydon Pinhey - Xiao Guodong 2–0 Allan Taylor - Matthew Stevens 2–0 Rod Lawler - Daniel Wells 2–1 Jak Jones - Joe Perry 2–0 Allan Taylor - Xiao Guodong 2–0 Rod Lawler - Matthew Stevens 2–0 Jak Jones - Daniel Wells 2–0 Haydon Pinhey - Joe Perry 1–2 Rod Lawler - Xiao Guodong 2–0 Jak Jones | - Matthew Stevens 2–0 Daniel Wells - Allan Taylor 2–0 Haydon Pinhey - Joe Perry 2–1 Jak Jones - Xiao Guodong 1–2 Daniel Wells - Matthew Stevens 2–0 Haydon Pinhey - Rod Lawler 0–2 Allan Taylor - Joe Perry 2–1 Daniel Wells - Xiao Guodong 2–0 Matthew Stevens - Jak Jones 2–0 Allan Taylor | - Rod Lawler 2–0 Haydon Pinhey - Joe Perry 2–1 Matthew Stevens - Xiao Guodong 2–0 Haydon Pinhey - Daniel Wells 2–0 Allan Taylor - Jak Jones 2–1 Rod Lawler - Joe Perry 2–1 Xiao Guodong - Matthew Stevens 1–2 Allan Taylor - Daniel Wells 0–2 Rod Lawler - Jak Jones 2–0 Haydon Pinhey |

| Pos. | Jogador               | J | V | D | FV | FP | SF  | Pts |
| ---- | --------------------- | - | - | - | -- | -- | --- | --- |
| 1    | Joe Perry (ENG)       | 7 | 6 | 1 | 13 | 6  | +7  | 18  |
| 2    | Xiao Guodong (CHN)    | 7 | 5 | 2 | 12 | 4  | +8  | 15  |
| 3    | Matthew Stevens (WAL) | 7 | 4 | 3 | 10 | 6  | +4  | 12  |
| 4    | Daniel Wells (WAL)    | 7 | 4 | 3 | 9  | 8  | +1  | 12  |
| 5    | Jak Jones (WAL)       | 7 | 3 | 4 | 8  | 9  | −1  | 9   |
| 6    | Rod Lawler (ENG)      | 7 | 3 | 4 | 7  | 9  | −2  | 9   |
| 7    | Allan Taylor (ENG)    | 7 | 3 | 4 | 6  | 9  | −3  | 9   |
| 8    | Haydon Pinhey (ENG)   | 7 | 0 | 7 | 0  | 14 | −14 | 0   |

### Grupo N
O Grupo N foi disputado em 25 de janeiro de 2021. Jack Lisowski and Luca Brecel avançaram para a segunda fase.

#### Jogos
| - Jack Lisowski 2–1 Michael White - Graeme Dott 0–2 Zak Surety - Luca Brecel 1–2 Brandon Sargeant - Andrew Higginson 1–2 Jackson Page - Jack Lisowski 0–2 Zak Surety - Graeme Dott 0–2 Brandon Sargeant - Luca Brecel 2–1 Jackson Page - Andrew Higginson 2–1 Michael White - Jack Lisowski 2–1 Brandon Sargeant - Graeme Dott 0–2 Jackson Page | - Luca Brecel 1–2 Andrew Higginson - Zak Surety 2–1 Michael White - Jack Lisowski 2–1 Jackson Page - Graeme Dott 0–2 Andrew Higginson - Luca Brecel 2–1 Michael White - Brandon Sargeant 1–2 Zak Surety - Jack Lisowski 2–0 Andrew Higginson - Graeme Dott 1–2 Luca Brecel - Jackson Page 2–1 Zak Surety | - Brandon Sargeant 0–2 Michael White - Jack Lisowski 1–2 Luca Brecel - Graeme Dott 0–2 Michael White - Andrew Higginson 2–1 Zak Surety - Jackson Page 2–1 Brandon Sargeant - Jack Lisowski 2–0 Graeme Dott - Luca Brecel 2–0 Zak Surety - Andrew Higginson 2–0 Brandon Sargeant - Jackson Page 1–2 Michael White |

| Pos. | Jogador                | J | V | D | FV | FP | SF  | Pts |
| ---- | ---------------------- | - | - | - | -- | -- | --- | --- |
| 1    | Jack Lisowski (ENG)    | 7 | 5 | 2 | 11 | 7  | +4  | 15  |
| 2    | Luca Brecel (BEL)      | 7 | 5 | 2 | 12 | 8  | +4  | 15  |
| 3    | Andrew Higginson (ENG) | 7 | 5 | 2 | 11 | 7  | +4  | 15  |
| 4    | Jackson Page (WAL)     | 7 | 4 | 3 | 11 | 9  | +2  | 12  |
| 5    | Zak Surety (ENG)       | 7 | 4 | 3 | 10 | 8  | +2  | 12  |
| 6    | Michael White (WAL)    | 7 | 3 | 4 | 10 | 9  | +1  | 9   |
| 7    | Brandon Sargeant (ENG) | 7 | 2 | 5 | 7  | 11 | −4  | 6   |
| 8    | Graeme Dott (SCO)      | 7 | 0 | 7 | 1  | 14 | −13 | 0   |

### Grupo O
O Grupo O foi disputado em 16 de março de 2021. Judd Trump e Ryan Day avançaram para a segunda fase.

#### Jogos
| - Judd Trump 2–0 Sean Maddocks - Hossein Vafaei 1–2 Steven Hallworth - Ryan Day 1–2 Jimmy White - Jamie Jones 2–0 Barry Pinches - Judd Trump 2–1 Steven Hallworth - Hossein Vafaei 1–2 Jimmy White - Ryan Day 2–0 Barry Pinches - Jamie Jones 2–1 Sean Maddocks - Judd Trump 2–1 Jimmy White - Hossein Vafaei 1–2 Barry Pinches | - Ryan Day 2–0 Jamie Jones - Steven Hallworth 2–1 Sean Maddocks - Judd Trump 2–0 Barry Pinches - Hossein Vafaei 1–2 Jamie Jones - Ryan Day 2–0 Sean Maddocks - Jimmy White 1–2 Steven Hallworth - Judd Trump 2–0 Jamie Jones - Hossein Vafaei 0–2 Ryan Day - Barry Pinches 0–2 Steven Hallworth | - Jimmy White 2–1 Sean Maddocks - Judd Trump 2–0 Ryan Day - Hossein Vafaei 2–0 Sean Maddocks - Jamie Jones 2–0 Steven Hallworth - Barry Pinches 1–2 Jimmy White - Judd Trump 0–2 Hossein Vafaei - Ryan Day 2–0 Steven Hallworth - Jamie Jones 2–1 Jimmy White - Barry Pinches 2–0 Sean Maddocks |

| Pos. | Jogador                | J | V | D | FV | FP | SF  | Pts |
| ---- | ---------------------- | - | - | - | -- | -- | --- | --- |
| 1    | Judd Trump (ENG)       | 7 | 6 | 1 | 12 | 4  | +8  | 18  |
| 2    | Ryan Day (WAL)         | 7 | 5 | 2 | 11 | 4  | +7  | 15  |
| 3    | Jamie Jones (WAL)      | 7 | 5 | 2 | 10 | 7  | +3  | 15  |
| 4    | Jimmy White (ENG)      | 7 | 4 | 3 | 11 | 10 | +1  | 12  |
| 5    | Steven Hallworth (ENG) | 7 | 4 | 3 | 9  | 9  | 0   | 12  |
| 6    | Hossein Vafaei (IRN)   | 7 | 2 | 5 | 8  | 10 | −2  | 6   |
| 7    | Barry Pinches (ENG)    | 7 | 2 | 5 | 5  | 11 | −6  | 6   |
| 8    | Sean Maddocks (ENG)    | 7 | 0 | 7 | 3  | 14 | −11 | 0   |

### Grupo P
O Grupo P foi disputado em 13 de março de 2021. Mark Williams e Robert Milkins avançaram para a segunda fase.

#### Jogos
| - Mark Williams 2–0 Oliver Brown - Alex Clenshaw 0–2 Florian Nüßle - Robert Milkins 2–1 Gao Yang - Nigel Bond 2–1 Robbie Williams - Mark Williams 2–0 Florian Nüßle - Alex Clenshaw 1–2 Gao Yang - Robert Milkins 2–0 Robbie Williams - Nigel Bond 1–2 Oliver Brown - Mark Williams 2–0 Gao Yang - Alex Clenshaw 1–2 Robbie Williams | - Robert Milkins 0–2 Nigel Bond - Florian Nüßle 0–2 Oliver Brown - Mark Williams 2–0 Robbie Williams - Alex Clenshaw 2–0 Nigel Bond - Robert Milkins 2–0 Oliver Brown - Gao Yang 2–1 Florian Nüßle - Mark Williams 2–0 Nigel Bond - Alex Clenshaw 0–2 Robert Milkins - Robbie Williams 2–1 Florian Nüßle | - Gao Yang 0–2 Oliver Brown - Mark Williams 0–2 Robert Milkins - Alex Clenshaw 1–2 Oliver Brown - Nigel Bond 2–0 Florian Nüßle - Robbie Williams 2–0 Gao Yang - Mark Williams 2–0 Alex Clenshaw - Robert Milkins 2–0 Florian Nüßle - Nigel Bond 2–0 Gao Yang - Robbie Williams 2–0 Oliver Brown |

| Pos. | Jogador               | J | V | D | FV | FP | SF  | Pts |
| ---- | --------------------- | - | - | - | -- | -- | --- | --- |
| 1    | Mark Williams (WAL)   | 7 | 6 | 1 | 12 | 2  | +10 | 18  |
| 2    | Robert Milkins (ENG)  | 7 | 6 | 1 | 12 | 3  | +9  | 18  |
| 3    | Nigel Bond (ENG)      | 7 | 4 | 3 | 9  | 7  | +2  | 12  |
| 4    | Robbie Williams (ENG) | 7 | 4 | 3 | 9  | 8  | +1  | 12  |
| 5    | Oliver Brown (ENG)    | 7 | 4 | 3 | 8  | 8  | 0   | 12  |
| 6    | Gao Yang (CHN)        | 7 | 2 | 5 | 5  | 12 | −7  | 6   |
| 7    | Alex Clenshaw (ENG)   | 7 | 1 | 6 | 5  | 12 | −7  | 3   |
| 8    | Florian Nüßle (AUT)   | 7 | 1 | 6 | 4  | 12 | −8  | 3   |

Kurt Maflin e Alex Borg estavam inscritos para participarem do Grupo P, mas eles se retiraram e foram substituídos por Alex Clenshaw e Florian Nüßle, respectivamente.

## Fase 2
A segunda fase foi composta por 4 grupos, cada um com oito jogadores, e os dois melhores de cada grupo avançaram para a fase final.

### Grupo 1
O Grupo 1 foi disputado em 17 de março de 2021. Ali Carter e Mark Williams avançaram para a fase final.

#### Jogos
| - Ben Hancorn 1–2 Sunny Akani - Martin O'Donnell 2–0 James Cahill - Mark Williams 2–1 Lyu Haotian - Ali Carter 2–0 Louis Heathcote - Ben Hancorn 2–0 James Cahill - Martin O'Donnell 2–0 Lyu Haotian - Mark Williams 2–1 Louis Heathcote - Ali Carter 2–1 Sunny Akani - Ben Hancorn 0–2 Lyu Haotian - Martin O'Donnell 2–1 Louis Heathcote | - Mark Williams 2–0 Ali Carter - James Cahill 2–1 Sunny Akani - Ben Hancorn 1–2 Louis Heathcote - Martin O'Donnell 0–2 Ali Carter - Mark Williams 1–2 Sunny Akani - Lyu Haotian 0–2 James Cahill - Ben Hancorn 0–2 Ali Carter - Martin O'Donnell 2–1 Mark Williams - Louis Heathcote 2–1 James Cahill | - Lyu Haotian 1–2 Sunny Akani - Ben Hancorn 0–2 Mark Williams - Martin O'Donnell 1–2 Sunny Akani - Ali Carter 2–0 James Cahill - Louis Heathcote 1–2 Lyu Haotian - Ben Hancorn 0–2 Martin O'Donnell - Mark Williams 2–0 James Cahill - Ali Carter 2–1 Lyu Haotian - Louis Heathcote 0–2 Sunny Akani |

| Pos. | Jogador          | J | V | D | FV | FP | SF | Pts |
| ---- | ---------------- | - | - | - | -- | -- | -- | --- |
| 1    | Ali Carter       | 7 | 6 | 1 | 12 | 4  | +8 | 18  |
| 2    | Mark Williams    | 7 | 5 | 2 | 12 | 6  | +6 | 15  |
| 3    | Martin O'Donnell | 7 | 5 | 2 | 11 | 6  | +5 | 15  |
| 4    | Sunny Akani      | 7 | 5 | 2 | 12 | 8  | +4 | 15  |
| 5    | Lyu Haotian      | 7 | 2 | 5 | 7  | 11 | −4 | 6   |
| 6    | Louis Heathcote  | 7 | 2 | 5 | 7  | 12 | −5 | 6   |
| 7    | James Cahill     | 7 | 2 | 5 | 5  | 11 | −6 | 6   |
| 8    | Ben Hancorn      | 7 | 1 | 6 | 4  | 12 | −8 | 3   |

### Grupo 2
O Grupo 2 foi disputado em 18 de março de 2021. Kyren Wilson e Xiao Guodong avançaram para a fase final.

#### Jogos
| - Zhao Xintong 2–1 Lu Ning - Shaun Murphy 2–1 Stuart Carrington - Kyren Wilson 2–0 Robert Milkins - Ben Woollaston 1–2 Xiao Guodong - Zhao Xintong 0–2 Stuart Carrington - Shaun Murphy 1–2 Robert Milkins - Kyren Wilson 2–1 Xiao Guodong - Ben Woollaston 2–1 Lu Ning - Zhao Xintong 1–2 Robert Milkins - Shaun Murphy 0–2 Xiao Guodong | - Kyren Wilson 1–2 Ben Woollaston - Stuart Carrington 2–0 Lu Ning - Zhao Xintong 0–2 Xiao Guodong - Shaun Murphy 0–2 Ben Woollaston - Kyren Wilson 2–0 Lu Ning - Robert Milkins 2–1 Stuart Carrington - Zhao Xintong 1–2 Ben Woollaston - Shaun Murphy 0–2 Kyren Wilson - Xiao Guodong 1–2 Stuart Carrington | - Robert Milkins 1–2 Lu Ning - Zhao Xintong 2–1 Kyren Wilson - Shaun Murphy 2–0 Lu Ning - Ben Woollaston 1–2 Stuart Carrington - Xiao Guodong 2–1 Robert Milkins - Zhao Xintong 1–2 Shaun Murphy - Kyren Wilson 2–1 Stuart Carrington - Ben Woollaston 2–1 Robert Milkins - Xiao Guodong 2–0 Lu Ning |

| Pos. | Jogador           | J | V | D | FV | FP | SF | Pts |
| ---- | ----------------- | - | - | - | -- | -- | -- | --- |
| 1    | Kyren Wilson      | 7 | 5 | 2 | 12 | 6  | +6 | 15  |
| 2    | Xiao Guodong      | 7 | 5 | 2 | 12 | 6  | +6 | 15  |
| 3    | Ben Woollaston    | 7 | 5 | 2 | 12 | 8  | +4 | 15  |
| 4    | Stuart Carrington | 7 | 4 | 3 | 11 | 8  | +3 | 12  |
| 5    | Robert Milkins    | 7 | 3 | 4 | 10 | 12 | −2 | 9   |
| 6    | Shaun Murphy      | 7 | 3 | 4 | 7  | 10 | −3 | 9   |
| 7    | Zhao Xintong      | 7 | 2 | 5 | 7  | 12 | −5 | 6   |
| 8    | Lu Ning           | 7 | 1 | 6 | 4  | 13 | −9 | 3   |

### Grupo 3
O Grupo 3 foi disputado em 19 de março de 2021. Sam Craigie e Jack Lisowski avançaram para a fase final.

#### Jogos
| - Barry Hawkins 2–0 Luca Brecel - Joe Perry 1–2 Mark Davis - Luo Honghao 1–2 Sam Craigie - Jack Lisowski 2–1 Fergal O'Brien - Barry Hawkins 2–1 Mark Davis - Joe Perry 0–2 Sam Craigie - Luo Honghao 2–1 Fergal O'Brien - Jack Lisowski 2–1 Luca Brecel - Barry Hawkins 2–1 Sam Craigie - Joe Perry 2–0 Fergal O'Brien | - Luo Honghao 1–2 Jack Lisowski - Mark Davis 0–2 Luca Brecel - Barry Hawkins 2–1 Fergal O'Brien - Joe Perry 0–2 Jack Lisowski - Luo Honghao 0–2 Luca Brecel - Sam Craigie 0–2 Mark Davis - Barry Hawkins 1–2 Jack Lisowski - Joe Perry 2–1 Luo Honghao - Fergal O'Brien 2–0 Mark Davis | - Sam Craigie 2–0 Luca Brecel - Barry Hawkins 0–2 Luo Honghao - Joe Perry 1–2 Luca Brecel - Jack Lisowski 1–2 Mark Davis - Fergal O'Brien 0–2 Sam Craigie - Barry Hawkins 2–1 Joe Perry - Luo Honghao 0–2 Mark Davis - Jack Lisowski 0–2 Sam Craigie - Fergal O'Brien 0–2 Luca Brecel |

| Pos. | Jogador        | J | V | D | FV | FP | SF | Pts |
| ---- | -------------- | - | - | - | -- | -- | -- | --- |
| 1    | Sam Craigie    | 7 | 5 | 2 | 11 | 5  | +6 | 15  |
| 2    | Jack Lisowski  | 7 | 5 | 2 | 11 | 8  | +3 | 15  |
| 3    | Barry Hawkins  | 7 | 5 | 2 | 11 | 8  | +3 | 15  |
| 4    | Luca Brecel    | 7 | 4 | 3 | 9  | 7  | +2 | 12  |
| 5    | Mark Davis     | 7 | 4 | 3 | 9  | 8  | +1 | 12  |
| 6    | Joe Perry      | 7 | 2 | 5 | 7  | 11 | −4 | 6   |
| 7    | Luo Honghao    | 7 | 2 | 5 | 7  | 11 | −4 | 6   |
| 8    | Fergal O'Brien | 7 | 1 | 6 | 5  | 12 | −7 | 3   |

### Grupo 4
O Grupo 4 foi disputado em 20 de março de 2021. Judd Trump e Stuart Bingham avançaram para a fase final.

#### Jogos
| - Stuart Bingham 2–0 Ricky Walden - Judd Trump 0–2 Dominic Dale - Oliver Lines 0–2 Ryan Day - Mark Selby 1–2 Zhou Yuelong - Stuart Bingham 2–0 Dominic Dale - Judd Trump 2–1 Ryan Day - Oliver Lines 2–1 Zhou Yuelong - Mark Selby 1–2 Ricky Walden - Stuart Bingham 0–2 Ryan Day - Judd Trump 2–0 Zhou Yuelong | - Oliver Lines 0–2 Mark Selby - Dominic Dale 2–1 Ricky Walden - Stuart Bingham 2–1 Zhou Yuelong - Judd Trump 2–0 Mark Selby - Oliver Lines 1–2 Ricky Walden - Ryan Day 2–0 Dominic Dale - Stuart Bingham 2–0 Mark Selby - Judd Trump 2–1 Oliver Lines - Zhou Yuelong 1–2 Dominic Dale | - Ryan Day 2–1 Ricky Walden - Stuart Bingham 2–0 Oliver Lines - Judd Trump 2–1 Ricky Walden - Mark Selby 2–0 Dominic Dale - Zhou Yuelong 2–0 Ryan Day - Stuart Bingham 1–2 Judd Trump - Oliver Lines 1–2 Dominic Dale - Mark Selby 2–0 Ryan Day - Zhou Yuelong 2–1 Ricky Walden |

| Pos. | Jogador        | J | V | D | FV | FP | SF | Pts |
| ---- | -------------- | - | - | - | -- | -- | -- | --- |
| 1    | Judd Trump     | 7 | 6 | 1 | 12 | 6  | +6 | 18  |
| 2    | Stuart Bingham | 7 | 5 | 2 | 11 | 5  | +6 | 15  |
| 3    | Ryan Day       | 7 | 4 | 3 | 9  | 7  | +2 | 12  |
| 4    | Dominic Dale   | 7 | 4 | 3 | 8  | 9  | −1 | 12  |
| 5    | Mark Selby     | 7 | 3 | 4 | 8  | 8  | 0  | 9   |
| 6    | Zhou Yuelong   | 7 | 3 | 4 | 9  | 10 | −1 | 9   |
| 7    | Ricky Walden   | 7 | 2 | 5 | 8  | 12 | −4 | 6   |
| 8    | Oliver Lines   | 7 | 1 | 6 | 5  | 13 | −8 | 3   |

## Fase Final
A fase final foi disputada em grupo único por oito jogadores, sendo o melhor do grupo declarado campeão do torneio.

### Grupo Final
O grupo final foi disputado em 21 de março de 2021.

#### Jogos
| - Ali Carter 2–0 Stuart Bingham - Kyren Wilson 2–1 Jack Lisowski - Sam Craigie 2–0 Xiao Guodong - Judd Trump 0–2 Mark Williams - Ali Carter 2–0 Jack Lisowski - Kyren Wilson 1–2 Xiao Guodong - Sam Craigie 0–2 Mark Williams - Judd Trump 2–0 Stuart Bingham - Ali Carter 1–2 Xiao Guodong - Kyren Wilson 1–2 Mark Williams | - Sam Craigie 2–0 Judd Trump - Jack Lisowski 1–2 Stuart Bingham - Ali Carter 1–2 Mark Williams - Kyren Wilson 0–2 Judd Trump - Sam Craigie 2–0 Stuart Bingham - Xiao Guodong 2–0 Jack Lisowski - Ali Carter 2–0 Judd Trump - Kyren Wilson 1–2 Sam Craigie - Mark Williams 2–0 Jack Lisowski | - Xiao Guodong 0–2 Stuart Bingham - Ali Carter 2–1 Sam Craigie - Kyren Wilson 0–2 Stuart Bingham - Judd Trump 2–0 Jack Lisowski - Mark Williams 2–1 Xiao Guodong - Ali Carter 2–0 Kyren Wilson - Sam Craigie 2–1 Jack Lisowski - Judd Trump 2–0 Xiao Guodong - Mark Williams 1–2 Stuart Bingham |

| Pos. | Jogador        | J | V | D | FV | FP | SF  | Pts |
| ---- | -------------- | - | - | - | -- | -- | --- | --- |
| 1    | Mark Williams  | 7 | 6 | 1 | 13 | 5  | +8  | 18  |
| 2    | Ali Carter     | 7 | 5 | 2 | 12 | 5  | +7  | 15  |
| 3    | Sam Craigie    | 7 | 5 | 2 | 11 | 6  | +5  | 15  |
| 4    | Judd Trump     | 7 | 4 | 3 | 8  | 6  | +2  | 12  |
| 5    | Stuart Bingham | 7 | 4 | 3 | 8  | 8  | 0   | 12  |
| 6    | Xiao Guodong   | 7 | 3 | 4 | 7  | 10 | −3  | 9   |
| 7    | Kyren Wilson   | 7 | 1 | 6 | 5  | 13 | −8  | 3   |
| 8    | Jack Lisowski  | 7 | 0 | 7 | 3  | 14 | −11 | 0   |

Legenda:  J = Jogos disputados; V = Jogos vencidos; D = Jogos perdidos; FV = Frames vencidos; FP = Frames perdidos; SF = Saldo de frames

## Century breaks
Um total de 146 century breaks foram realizados durantes as três fases do torneio.
- 147, 106 Gary Wilson
- 143, 133, 105, 101, 100 Zhao Xintong
- 143, 132, 128, 115, 112, 100 Sam Craigie
- 143, 101, 100 Jimmy Robertson
- 142, 140, 125, 116 Mark Selby
- 142, 135, 109 Joe Perry
- 142, 115, 102 Robert Milkins
- 141, 135, 130, 129, 115, 103, 101, 100 Ali Carter
- 141 Ronnie O'Sullivan
- 140 Rod Lawler
- 140 Elliot Slessor
- 140 Jimmy White
- 138 Mitchell Mann
- 137, 135, 103 Ben Woollaston
- 137, 134, 124, 117 Stuart Bingham
- 137, 120 Stuart Carrington
- 137, 110 Lyu Haotian
- 136, 134, 111 Zhou Yuelong
- 136, 115, 112 Anthony McGill
- 136, 115 Yuan Sijun
- 136 Anthony Hamilton
- 135, 132, 129, 126, 113, 104, 101 Kyren Wilson
- 135 Joe O'Connor
- 134, 133, 117, 113 Fergal O'Brien
- 134 Paul Davison
- 133, 131, 105 Lu Ning
- 133 Ashley Hugill
- 132, 117, 108, 100 Alexander Ursenbacher
- 132, 105 Barry Hawkins
- 129 Ricky Walden
- 128, 121, 118, 116, 116, 101, 100 Judd Trump
- 127, 126, 123, 104 Xiao Guodong
- 127 Florian Nüßle
- 126 Tian Pengfei
- 125, 107 Jamie Jones
- 124, 116 Martin O'Donnell
- 122 Nigel Bond
- 122 Jackson Page
- 121, 116, 107, 106, 104 Shaun Murphy
- 121 Chen Zifan
- 120, 102 Luca Brecel
- 120 Oliver Lines
- 119, 100 Igor Figueiredo
- 113, 101 Chris Wakelin
- 113 Louis Heathcote
- 111 Jak Jones
- 111 Alan McManus
- 111 Noppon Saengkham
- 110 Brian Ochoiski
- 108, 102, 101 Mark Williams
- 107, 105 Michael Holt
- 107, 101 Zhao Jianbo
- 107 Xu Si
- 106, 103, 102 Jack Lisowski
- 106 Dylan Emery
- 105 Jordan Brown
- 105 Jamie Clarke
- 104, 102 Allan Taylor
- 103 Kacper Filipiak
- 102 Mark Davis
- 102 David Gilbert
- 102 Steven Hallworth
- 101, 100 Ryan Day
- 101 Andrew Higginson
- 101 Li Hang
- 100 Simon Lichtenberg
- 100 Riley Parsons